# La piovra 8 - Lo scandalo
La piovra 8 - Lo scandalo è l'ottava miniserie televisiva della più celebre saga della serie italiana, La piovra con protagonisti Raoul Bova (già protagonista nella settima miniserie anche se con un ruolo differente) ed Anja Kling.
Tra gli altri interpreti Fabrizio Contri, Luca Zingaretti, Tony Sperandeo, Ramona Badescu, Mietta, Primo Reggiani, Andrea Lorina e Renato Mori.
Miniserie in due puntate per la regia di Giacomo Battiato, è andata in onda la prima volta in Italia il 5 e 6 ottobre 1997 su Rai 1.
La serie si è aggiudicata la Ninfa d'oro e il Premio della Critica al 38º Festival internazionale della Televisione di Montecarlo.
A differenza delle miniserie precedenti, questa (come anche la successiva) non è ambientata in epoca contemporanea, bensì nella seconda metà degli anni cinquanta nell'immaginario paesino siciliano di Trettorri, in provincia di Agrigento, e può esserne considerata un prequel, pur essendo le vicende quasi completamente distaccate rispetto a quelle dei restanti capitoli della saga televisiva per trama e personaggi.
Al primo passaggio TV registrò una media di oltre 8 milioni di telespettatori.

## Trama
Nella seconda metà degli anni cinquanta, il barone Francesco Altamura ritorna in Sicilia dagli Stati Uniti d'America, dove ha compiuto i suoi studi ed ha sposato la giovane e bella Barbara Greenberg, con la quale ha avuto un figlio, Paul. Il sogno del barone Francesco è quello di trasformare le sue terre in una moderna impresa, in grado di dare lavoro ai contadini e ai bisognosi. Ma l'Onorata Società, comandata da Don Calogero Albanese, il capomafia e sindaco del paese di Trettorri non è d'accordo: egli vorrebbe inserire nel progetto di Altamura delle attività di costruzione affidate a società colluse e infiltrare tra i soci dei mafiosi. Il suo luogotenente Pietro Favignana fa pertanto rapire il piccolo Paul allo scopo di fermare il barone. Sul rapimento indaga, su richiesta della baronessa, tramite il consolato americano di Palermo, il giovane tenente dei carabinieri Carlo Arcuti, che cerca di scoprire dove i picciotti di Pietro, nascondono il bambino. Ma a fermare la scalata al potere di Favignana non saranno di certo le indagini del tenente né del boss Albanese.
Pietro affida Paul al dodicenne Tano Cariddi, la nemesi delle serie precedenti, che diventa il suo carceriere e, con il tempo, amico del bambino. Il giovane Tano ha assistito da bambino alla morte violenta e allo stupro della madre Maria, costretta a prostituirsi dallo stesso Favignana, che in realtà è il padre biologico.
Tano e Paul assistono di nascosto all'omicidio, tramite avvelenamento, di Don Albanese, che non condivideva i metodi violenti di Favignana e non appoggiava il sequestro del bambino.
Arcuti indagando in incognito come ispettore del lavoro, troverà l'ostilità di tutto il paese, solo il prete locale gli darà qualche appoggio.
Riuscirà con qualche difficoltà a liberare il piccolo Paul, soprattutto grazie all'aiuto del piccolo Tano che verrà poi accolto in casa Altamura.
Dopo il sequestro del bambino ci saranno una serie di arresti, Pietro Favignana, ormai divenuto il nuovo boss dell'Onorata Società, fuggirà a New York, e al suo ritorno in Sicilia scoprirà come lavorare la morfina e quindi commerciare droga.
Tra il tenente Arcuti, divenuto nel frattempo capitano, e la baronessa Altamura nascerà una relazione clandestina, che provocherà uno scandalo a Trettorri.
Pietro Favignana sposerà l'affascinante Rosaria Albanese, la figlia del boss che aveva precedentemente ucciso, e lei gli darà in seguito una bambina: Maria (che comparirà nella quinta e sesta miniserie).
Infine Tano aiuterà Rosaria, moglie di Pietro e madre della sorella Maria, ad uccidere Pietro Favignana, colpevole di aver ucciso il padre di Rosaria, e poi dovrà fuggire all'estero con l'appoggio del barone Altamura, che per sottostare a un patto stipulato con Favignana e altra gente importante legata alla mafia dovrà mandare la piccola Maria in un istituto e finanziare a Tano gli studi in una prestigiosa scuola all'estero. Il capitano, a causa dello scandalo, lascia amareggiato il paese e la donna che ama.

## Curiosità
- Gli attori Renato Mori, Raoul Bova e Tony Sperandeo sono apparsi nei precedenti episodi della saga, ma in ruoli diversi: Il primo fu protagonista della prima e della seconda miniserie dove ricopriva il ruolo del vice commissario Giuseppe Altero, braccio destro di Corrado Cattani mentre ne La piovra 8 - Lo scandalo è il boss mafioso Don Calogero Albanese; Raoul Bova ne La piovra 7 - Indagine sulla morte del commissario Cattani è il vice commissario di polizia Gianni Breda, mentre qui interpreta il ruolo del tenente (8 st.) ed in seguito capitano (9 st.) dei carabinieri Carlo Arcuti; invece Tony Sperandeo ha impersonato tre differenti ruoli: ne La piovra 2 era il cameriere del commendatore Ravanusa, poi ne La piovra 6 - L'ultimo segreto il killer Santino Rocchi, ed infine il picciotto mafioso (8 st.) e poi boss (9 st.) Turi Mondello.